# Îlet à Nègre
Pour les articles homonymes, voir Nègre (homonymie).
L'îlet à Nègre est un îlet inhabité de Guadeloupe dans le Petit Cul-de-sac marin, appartenant administrativement à Petit-Bourg.

## Description

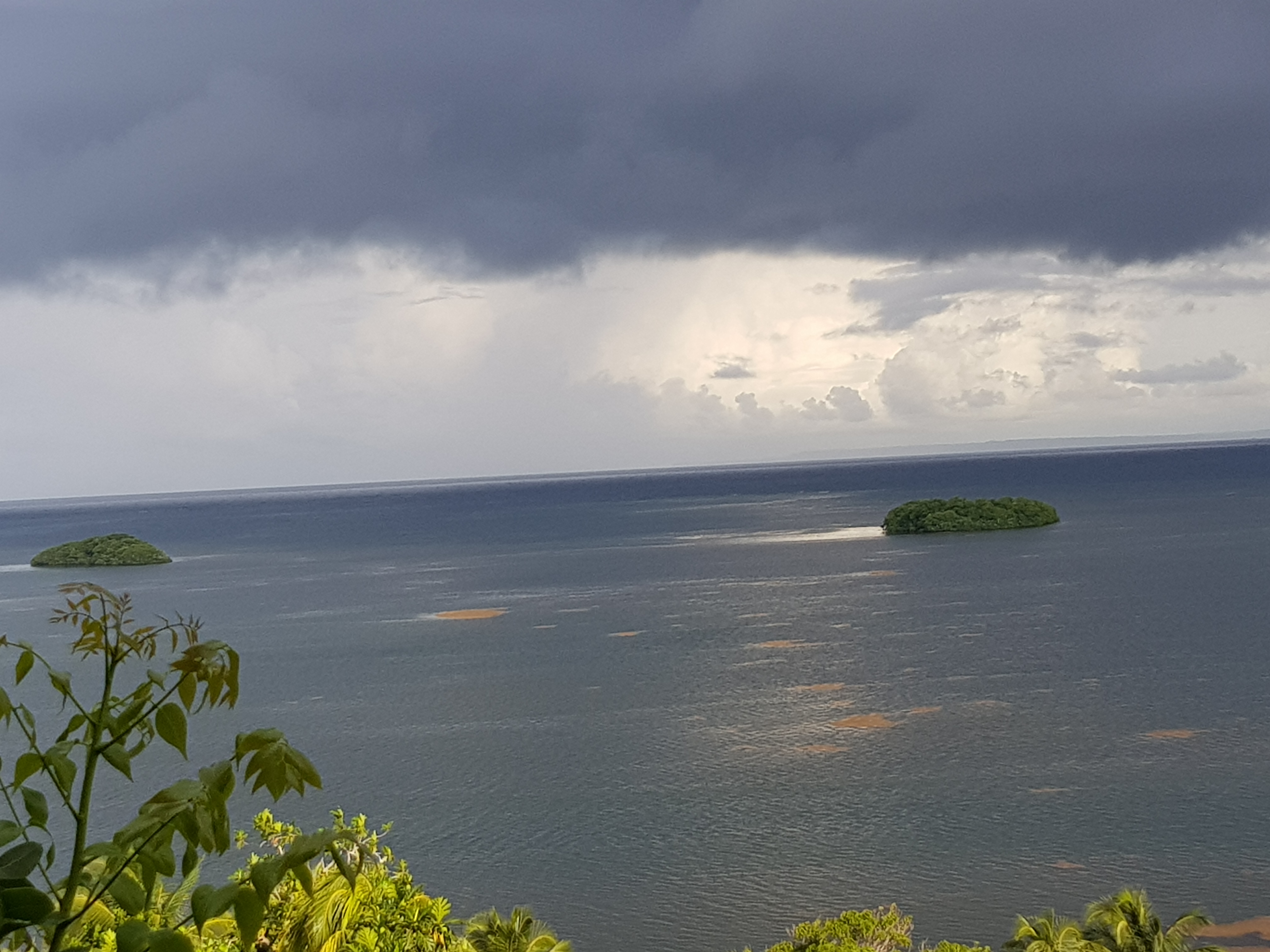
îlet à Nègre et îlet à Cabrit

Situé face à la pointe à Bacchus, à l'ouest de l'îlet à Cabrit, il est constitué de bosquets de type mangrove. À fleur d'eau, il s'étend sur une longueur d'environ 131 m pour une largeur approximative de 49 m.